# Exèrcit dels Andes
L'Exèrcit dels Andes (en castellà Ejército de los Andes) fou un cos militar de les Províncies Unides del Riu de la Plata i tropes xilenes exiliades a Mendoza,organitzat i dirigit pel general José de San Martín, l'objectiu del qual era consolidar la independència de les Províncies, acabar amb la dominació espanyola a Xile, restaurar el govern independentista i posar fi al domini espanyol al virregnat del Perú.
El general San Martín va conformar l'exèrcit amb 3 generals, 28 caps, 207 oficials, 15 empleats civils, 3778 soldats de tropa (format per una majoria de soldats negres i mulats, més de la meitat esclaus lliberts,i per soldats xilens,entre ells els que van emigrar a Mendoza després de la batalla de Rancagua), 1200 milícians muntats (per a conducció de queviures i artilleria), 120 picadors de mines (per facilitar el trànsit pels passos), 25 baqueanos (coneixedors del terreny), 47 membres de sanitat (per conformar l'hospital de campanya), 16 peces d'artilleria (10 canons de 6 polzades, 2 obusos de 4 i 1/2 polzades i 4 peces de muntanya de 4 polzades), 1600 cavalls extres (per a cavalleria i artilleria) i 9281 mules (7.359 de sella i 1.922 de càrrega).
El fet més memorable de l'Exèrcit dels Andes correspon a la Travessa dels Andes -iniciada el 6 de gener de 1817 des Mendoza- que va culminar amb la victòria en la batalla de Chacabuco, el 12 de febrer de 1817.
L'exèrcit es va dividir principalment en dues grans columnes, la primera comandada pel mateix San Martín, va travessar la serralada dels Andes pel paso de Los Patos i la segona, comandada pel brigadier Juan Gregorio de Las Heras, va marxar pel paso de Uspallata conduint tot el parc i l'artilleria, el transport era impossible pel més escabrós paso de los Patos. La gran dificultat de la travessa de la serralada dels Andes va generar que només 4,300 del total de mules i 510 del total de cavalls aconseguissin travessar a l'altra banda de les muntanyes.

## Composició de l'Exèrcit dels Andes

### Soldats negres

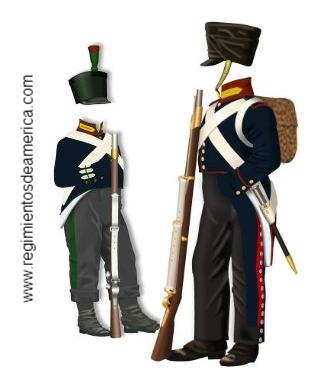
7è Regiment

El nombre de soldats negres de l'exèrcit de San Martín era alt i s'agruparen per formar la majoria dels regiments d'infanteria 7, 8 i 11. Segons la doctrina militar de Sant Martín, els soldats negres servirien millor en la branca d'infanteria entre els tres braços de l'exèrcit dels Andes. Els negres representaven dos terços dels soldats de l'exèrcit dels Andes. S'estima que foren entre 2.000 i 3.000 els lliberts argentins que van travessar els Andes a Xile el 1817 amb San Martín. Les tropes negres foren principalment reclutades d'esclaus que Lynch estima en una xifra de 1.554 esclaus. La majoria els reclutaren a les províncies. D'aquests 2.500 soldats negres que van començar la travessa dels Andes, només 143 van sobreviure per ser repatriats.
En tots aquests regiments negres, els oficials al comandament havien de ser blancs segons la llei argentina. Però San Martín va intentar canviar les regles perquè almenys els soldats negres promocionessin de soldat ras a sergent. Però tradicionalment els batallons de l'exèrcit colonial es dividien en castes d'esclaus negres i negres lliures, i San Martín va creure encara més difícil aplegar persones de color i blancs lluitant com a soldats en la mateixa unitat. Posteriorment, els dos regiments 7 i 8 es van unificar al Perú en el regiment negre del Riu de la Plata. El 4t Batalló d'Infanteria es convertiria posteriorment en una unitat totalment negra.

### Unitats 1814-1815
Unitats argentines
- Regiment de Granaders a cavall
- Regiment de Milícia de cavalleria
- Regiment de Milícies de San Juan
- Brigada de Milícies de Mendoza
- Brigada de Milícies de la Rioja
- Comandant d'Esquadró de Caçadors de l'Escorta del General en Cap.
- Regiment de Cavalleria Voluntària de San Luís
- Regiment de Cavalleria Voluntària de Mendoza
- Bateries d'Artilleria Voluntàries de Mendoza

Unitats xilenes
- 1er Regiment d'Infanteria de Xile
- Batalló d'Emigrants d'Infanteria de Línia Xilena
- Legió Patriótica del Sud de Dragons
- Batalló xilè d'artilleria

Unitats combinades argentinoxilenes
- Batalló auxiliar argentí

### Unitats 1815-1817
- 3r Batalló, Regiment Patriòtic d'Artilleria
- 8è Batalló d'Infanteria
- 1è Batalló d'Infanteria
- 1er Batalló de Caçadors dels Andes
- 7è Batalló d'Infanteria
- Regiment de granaders a cavall
- Esquadró Caçadors de l'Escorta del General en Cap.
- Regiment Negre de Rio de la Plata (creat el 1816)